# Shen Yue (Schauspielerin)
Shen Yue (* 27. Februar 1997 in Wugang, Hunan) ist eine chinesische Schauspielerin, Model und Sängerin. Sie wurde durch ihre Hauptrollen in A love so beautiful (2017), Meteor Garden (2018), Another Me (2019) und Count Your Lucky Stars (2020) bekannt.

## Privatleben und Ausbildung
Shen Yue wurde am 27. Februar 1997 in Wugang, Hunan, China, geboren. Sie studierte ab 2014 Journalismus und Kommunikation an der Hunan Normal University. Ein befreundeter Fotograf machte im zweiten Jahr des Studiums Fotos von ihr und stellte sie online. Diese machten ihren zukünftigen Agenten auf sie aufmerksam. Später wurde sie für die Reality-Show Summer Sweetie  ausgewählt.

## Karriere
2017 spielte Shen Yue ihre erste Rolle in der chinesischen Fernsehserie Autumn Harvest Uprising und anschließend eine Nebenrolle in der Science-Fiction-Serie Let’s Shake It. Im selben Jahr wurde sie als weibliche Hauptrolle für die romantische Drama-Serie A love so beautiful gecastet, durch die sie auch bekannt wurde.
2018 verkörperte sie in der chinesischen Fernsehserie Meteor Garden die weibliche Hauptrolle Dong Shancai und wurde anschließend gemeinsam mit Dylan Wang, dem männlichen Hauptdarsteller der Serie, Teil der Show The Inn 2.
2019 wirkte Shen Yue auf der jährlichen CCTV Spring Festival Gala bei dem Sketch Office’s Story (办公室的故事) mit und übernahm im selben Jahr in der chinesischen Fernsehserie Another Me eine Rolle.
2020 spielte sie im romantischen Comedy-Drama Count Your Lucky Stars mit.
Ihr Spielfilmdebüt gab sie mit The Yinyang Master, der im Jahr 2021 erschien.

## Filmografie

### Fernsehserien
| Jahr | englischer Titel        | chinesischer Titel | Rolle         | Netzwerk  |
| ---- | ----------------------- | ------------------ | ------------- | --------- |
| 2017 | Autumn Harvest Uprising | 秋收起义           | Zeng Zhi      | Hunan TV  |
| 2017 | Let's Shake It          | 颤抖吧，阿部！     | Xiao Yue      | Youku     |
| 2017 | A Love So Beautiful     | 致我们单纯的小美好 | Chen Xiaoxi   | Tencent   |
| 2018 | Meteor Garden           | 流星花园           | Dong Shancai  | Hunan TV  |
| 2019 | Another Me              | 七月与安生         | Li An Sheng   | iQiyi     |
| 2020 | Sink or Swim            | 输不起             |               | Youku     |
| 2020 | Count Your Lucky Stars  | 我好喜欢你         | Tong Xiaoyou  | Youku     |
| 2020 | Together                | 在一起             |               | Dragon TV |
| 2021 | Use For My Talent       | 我亲爱的小洁癖     | Shi Suangjiao | Mango TV  |
| 2021 | Be Yourself             | 机智的上半场       | Xia Langlang  | Youku     |

### Varietétheater
| Jahr | englischer Titel | chinesischer Titel | Rolle         |
| ---- | ---------------- | ------------------ | ------------- |
| 2014 | Summer Sweetie   | 夏日甜心           | Cast-Mitglied |
| 2018 | The Inn 2        | 亲爱的·客栈2       | Cast-Mitglied |
| 2018 | Phanta City      | 幻乐之城           | Gast          |

## Diskographie
| Jahr | englischer Titel                      | chinesischer Titel | Album                      |                 |
| ---- | ------------------------------------- | ------------------ | -------------------------- | --------------- |
| 2019 | I Miss You                            | 我想你             | Bureau of Transformer OST  |                 |
| 2019 | Qiyue and Ansheng                     | 七月与安生         | Another Me OST             | mit Chen Duling |
| 2020 | Heart Warms Heart Equals to the World | 心暖心等于世界     |                            | [ 10 ]          |
| 2020 | I Really Like You                     | 我好喜欢你         | Count Your Lucky Stars OST | mit Jerry Yan   |

## Awards und Nominierungen
| Jahr | Award                                                        | Kategorie                       | Ergebnis  |
| ---- | ------------------------------------------------------------ | ------------------------------- | --------- |
| 2018 | Baidu Entertainment Award                                    | Persönlichkeit des Jahres       | gewonnen  |
| 2018 | Weibo V Influence Summit                                     | Top 10 Positive Energy Models   | gewonnen  |
| 2019 | Next Generation Influencers for Global Philanthropy          | Young Philanthropy Star         | gewonnen  |
| 2019 | Golden Bud – The Fourth Network Film And Television Festival | Beste Schauspielerin            | nominiert |
| 2019 | Madame Figaro Fashion Awards                                 | Philanthropist Idol of the Year | gewonnen  |